# Monte Cerella
Monte Cerella (1.202,0 m s.l.m.) è un rilievo dei monti Prenestini, nel Lazio, nella provincia di Roma, nel comune di Capranica Prenestina, poco distante in linea d'area dall'abitato di Guadagnolo e dall'omonimo monte; alle sue pendici occidentali sorge il paese di San Gregorio da Sassola.

## Descrizione
La vetta del monte, la seconda per altezza dei monti Prenestini, è raggiungibile grazie al sentiero Wojtyla che dal Passo della Fortuna, passando dal Santuario della Mentorella, si sviluppa lungo circa 750 metri di dislivello. Dalla vetta, nelle giornate più limpide, il panorama spazia fino al mare.
Nel 2022 è stata osservata la presenza di sternbergia colchiciflora, piante della famiglia delle Amaryllidaceae poco presente nel Lazio, lungo la cresta del monte.